# Peralta (Hiszpania)
Peralta (baskijski: Azkoien) – gmina w Hiszpanii, w Nawarze, o powierzchni 88,57 km². W 2011 roku gmina liczyła 6009 mieszkańców.